# Ginger Face
Ginger Face è un cortometraggio muto del 1922 diretto da Jimmie Adams.

## Produzione
Il film fu prodotto dalla Century Film.

## Distribuzione
Distribuito dall'Universal Film Manufacturing Company, il film - un cortometraggio in due bobine - uscì nelle sale cinematografiche USA il 1º novembre 1922.